# Карпаты-2 (футбольный клуб, 2022)
«Карпаты-2» (укр. Карпати-2) — украинский футбольный клуб, фарм-клуб львовских «Карпат» (созданных в 2020 году). Домашние матчи проводил на стадионе «Украина»

## История
Резервная команда «Карпат» была сформирована в 2022 году, после чего была заявлена для участия в чемпионате Львовской области. В первенстве Львовщины коллектив выступал на протяжении двух сезонов. В 2023 году клуб был включён в состав участников второй лиги чемпионата Украины. Дебютную игру на профессиональном уровне «Карпаты-2» провели 7 августа 2023 года, на стадионе имени Богдана Маркевича в Винниках разгромив вторую команду львовского «Руха» со счётом 0:5. В 2024 году, после выхода главной команды львовян в Премьер-лигу, на базе «Карпат-2» была сформирована команда для участия в юношеском чемпионате, а коллектив выступавший во второй лиге был расформирован.

## Главные тренеры
- Владимир Вильчинский (2022—2023)
- Роман Гнатив (2023—2024)